# Chirarizumu

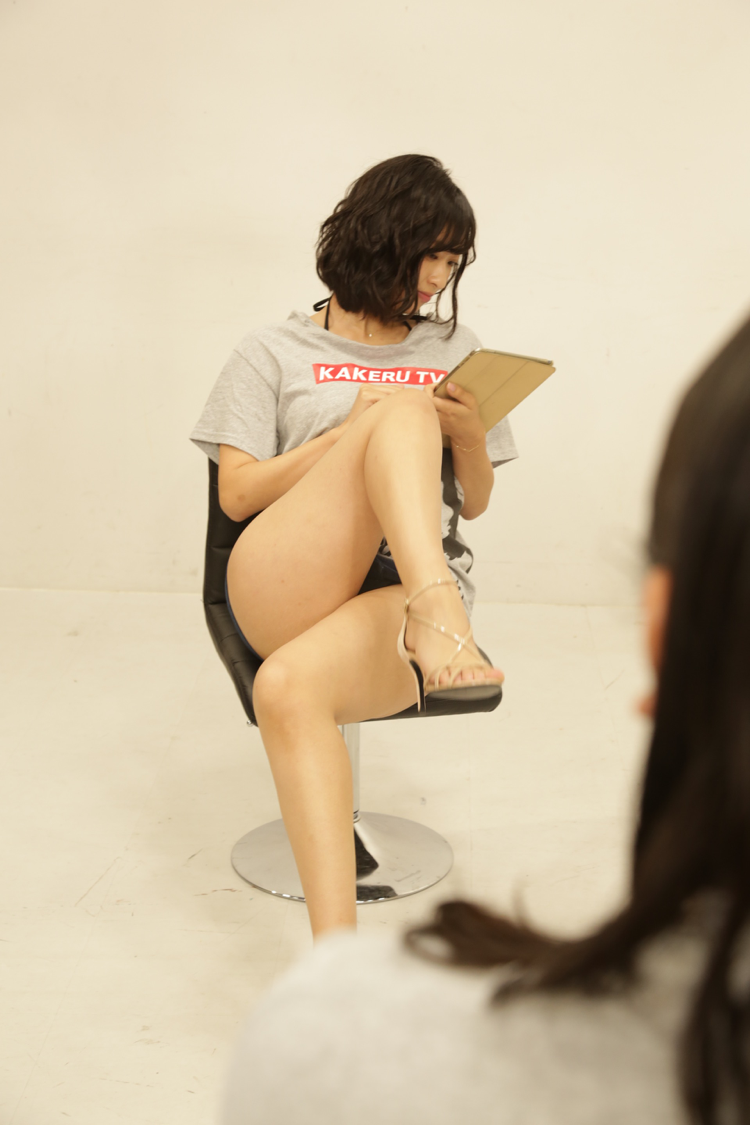
Przykład chirarizumu

Chirarizumu (jap. チラリズム) – japoński termin odnoszący się do preferencji seksualnej wzbudzanej przez bieliznę lub nagą skórę, która jest przypadkowo widoczna, zamiast podniecenia przez bezpośrednie bodźce seksualne, takie jak pełna nagość lub ekspozycja narządów płciowych.

## Zarys
Termin ten został wymyślony przez reportera gazety, który dostrzegł erotyzm w udach aktorki Mitsuyo Asaka podczas jej występu z mieczem.
W książce Mitsuyo Asaki czytamy, że w 1950 roku, kiedy po raz pierwszy wystąpiła w teatrze Shochiku Engei w Asakusa w „On'nakengeki” (女剣劇; kobiecej sztuce miecza), powiedziała: „Erotyka dla erotyki”, aby konkurować ze striptizem, który był wówczas u szczytu popularności. „Jeśli striptiz jest dokładnym przeciwieństwem zagranicznej erotyki, zrobię to w japońskim stylu erotycznym”.